# Carlos Alberto Acevedo
Carlos Alberto Acevedo (Buenos Aires, 2 de diciembre de 1889 - Buenos Aires, 5 de octubre de 1965) fue un abogado y político argentino, que ejerció varios cargos públicos, llegando a ser ministro de Hacienda de la Nación entre 1941 y 1943.

## Biografía
Se recibió de abogado en 1913 en la Universidad de Buenos Aires con una tesis titulada "Ensayo Histórico sobre la legislación Comercial Argentina", que obtuvo medalla de oro. Durante muchos años fue profesor en esa facultad y fue miembro del Consejo Superior de la Facultad de Derecho. Era cuñado de Miguel Ángel Cárcano y hermano de Arturo y Horacio Acevedo, propietarios de la empresa Acevedo Construcciones quienes en octubre de 1942 fundarían Acindar.
Fue concejal en la ciudad de Buenos Aires en la década de 1920, por el Partido Demócrata Progresista. Tras el golpe de Estado de 1930, al que adhirió, fue elegido concejal nuevamente en 1932 por el conservadurismo y se incorporó al Consejo Superior Universitario.
Fue sucesivamente secretario de Hacienda de la Municipalidad de Buenos Aires, subsecretario de Hacienda de la Nación y miembro del Directorio del Banco de la Nación Argentina entre 1933 y 1936, año en que fue presidente interino del mismo. Entre 1935 y 1937 fue miembro del Directorio del Banco Central de la República Argentina en representación del Banco Nación. También fue representante del Poder Ejecutivo Nacional en el Directorio de la Corporación de Transportes de la Ciudad de Buenos Aires.

### Ministerio
En julio de 1937 fue nombrado ministro de Hacienda de la Nación por el presidente Agustín Pedro Justo, reemplazando a Roberto M. Ortiz, que había presentado su renuncia para iniciar su campaña como candidato a la presidencia.
En marzo de 1941, el ministro de Hacienda Federico Pinedo presentó su renuncia al cargo, agobiado por la complicada situación financiera en que había puesto al país el inicio de la Segunda Guerra Mundial, con sus retrasos en la salida de exportaciones y el pago de las mismas en libras esterlinas, que Gran Bretaña declaró inconvertibles. En su lugar fue elegido Acevedo.
Desde el inicio de su gestión orientó la política económica en dirección a controlar el déficit fiscal, causado por el aumento del gasto público por encima del moderado aumento que sufrían los ingresos públicos. En la situación de ese momento, emitir deuda pública hubiera causado una escalada de las tasas de interés bancario que hubiera frenado el crecimiento económico generado por la sustitución de importaciones a que obligaba la guerra, de modo que Acevedo descartó esa posibilidad.
Acevedo planeó durante muchos meses una reforma fiscal, que fue presentada al Congreso Nacional a mediados de 1942, como parte de la discusión sobre el presupuesto nacional para el año siguiente. Consistía en cuatro medidas principales: la primera era un impuesto móvil sobre las exportaciones, igual a la totalidad de los sobreprecios obtenidos por encima de un precio de referencia, equivalente a un 20% más que el promedio de los precios obtenidos entre los años 1937 y 1939. Con el producto de ese impuesto se saldaría la totalidad de los pagos que efectuaban la Junta Nacional de Granos y la Junta Nacional de Carnes a los productores para sostener sus precios de mercado contra las oscilaciones. Fue presentado tanto como una compensación por los gastos ocasionados al Estado Nacional por la venta de alimentos en moneda inconvertible, como una medida para contener la inflación, especialmente el alza de los precios de los alimentos.
En segundo lugar, se ampliaron las facultades del Banco Central en materia de regulación de la masa monetaria y de las operaciones bursátiles.
La tercera y cuarta medida estaban emparentadas: se trataba de un aumento y generalización del Impuesto a los Réditos por medio de una modificación de la alícuota del impuesto y una baja del mínimo no imponible; contenía además una moderada progresividad en la escala de alícuotas aplicadas. Por otro lado, se creaba un Impuesto a las Ganancia Extraordinarias, para obligar a tributar más a las empresas y personas físicas que gozaran de ganancias que superaban el 8% anual sobre el capital invertido.
El proyecto buscaba un cierto grado de justicia por medio de la imposición sobre los sectores con mayor capacidad contributiva y aumentar los ingresos públicos en un contexto de crecimiento económico. Como era de esperarse, fue duramente resistido por las clases altas, cuyos sectores más organizados se reunieron en el Comité de Defensa Económica, que publicó gran cantidad de solicitadas argumentando que se intentaba aumentar el "intervencionismo" del Estado en la actividad económica. Este y otros grupos presionaron sobre los legisladores para su rechazo, lo que en definitiva se logró, ya que las medidas ideadas por Acevedo en definitiva no formaron pare del presupuesto para el año 1943.
Tras el golpe de Estado de 1943 perdió toda influencia económica y se dedicó a la enseñanza académica en la Universidad.

## Obras publicadas
- Hipotecas a oro (1917, en colaboración con el Dr. Miguel Ángel Cárcano)
- Instituciones políticas de los países anglosajones (1931)
- Consejo de Fábrica
- Interpretación de los Contratos